# Санті (Каліфорнія)
Санті (англ. Santee) — місто (англ. city) в США, в окрузі Сан-Дієго штату Каліфорнія. Населення — 60 037 осіб (2020).

## Географія
Санті розташоване за координатами 32°51′18″ пн. ш. 116°59′10″ зх. д. / 32.85500° пн. ш. 116.98611° зх. д. (32.854990, -116.986056).  За даними Бюро перепису населення США в 2010 році місто мало площу 42,81 км², з яких 42,05 км² — суходіл та 0,76 км² — водойми.

## Демографія
Згідно з переписом 2010 року, у місті мешкало 53 413 осіб у 19 306 домогосподарствах у складі 14 075 родин. Густота населення становила 1248 осіб/км².  Було 20048 помешкань (468/км²).
Расовий склад населення:
| - 82,5 % — білих - 3,8 % — азіатів - 2,0 % — чорних або афроамериканців - 0,8 % — корінних американців - 0,5 % — вихідців з тихоокеанських островів - 5,0 % — осіб інших рас |

До двох чи більше рас належало 5,4 %. Частка іспаномовних становила 16,3 % від усіх жителів.
За віковим діапазоном населення розподілялося таким чином: 23,8 % — особи молодші 18 років, 65,5 % — особи у віці 18—64 років, 10,7 % — особи у віці 65 років та старші. Медіана віку мешканця становила 37,2 року. На 100 осіб жіночої статі у місті припадало 93,6 чоловіків;  на 100 жінок у віці від 18 років та старших — 90,2 чоловіків також старших 18 років.
Середній дохід на одне домашнє господарство  становив 85 690 доларів США (медіана — 76 104), а середній дохід на одну сім'ю — 94 671 долар (медіана — 87 492). Медіана доходів становила 59 942 долари для чоловіків та 48 190 доларів для жінок. За межею бідності перебувало 7,8 % осіб, у тому числі 10,0 % дітей у віці до 18 років та 6,0 % осіб у віці 65 років та старших.
Цивільне працевлаштоване населення становило 26 896 осіб. Основні галузі зайнятості: освіта, охорона здоров'я та соціальна допомога — 21,9 %, науковці, спеціалісти, менеджери — 13,4 %, роздрібна торгівля — 12,4 %.